# Port lotniczy Podor
Port lotniczy Podor (IATA: POD, ICAO: GOSP) – port lotniczy położony w Podorze, w Senegalu.